# In My Ghetto
 In My Ghetto é um álbum de estreia do rapper americano Akon lançado no dia 22 de Julho de 2007.

## Listas de músicas
| #  | Apresentando     | Tempo                                     | Título | Produções |
| -- | ---------------- | ----------------------------------------- | ------ | --------- |
| 1  | Cross da Line    | Rick Ross                                 | 4:36   |           |
| 2  | On My Trail      | L.A.                                      | 3:26   |           |
| 3  | U Like My Swagga | Assassin                                  | 3:42   |           |
| 4  | Work It          | Earl Ray                                  | 3:11   |           |
| 5  | Kalifornia       | Mostah Ganja & Yukmouth                   | 3:29   |           |
| 6  | What'cha Gone Do | Juvenile, ? & ?                           | 4:09   |           |
| 7  | Neva 4 Get Me    | Bleek                                     | 3:59   |           |
| 8  | Hustler          | Smitty                                    | 4:24   |           |
| 9  | On the Block     | Serius Jones                              | 3:40   |           |
| 10 | Snitch           | Obie Trice                                | 4:03   |           |
| 11 | Ride On 'Em      | Tru Life                                  | 3:22   |           |
| 12 | Private          | One Chance                                | 3:43   |           |
| 13 | Someone          | Keith Sweat                               | 3:16   |           |
| 14 | I Promise        | Elvis White                               | 4:07   |           |
| 15 | Watch Out Now    | Styles P., Fat Joe, Rick Ross & DJ Khaled | 3:30   |           |

## Produção
- Keith Sweat – vocal
- Rick Ross – vocal
- Mostah Ganja – vocal
- One Chance – vocal
- Obie Trice – vocal